# Lliw Valley
Lliw Valley var ett distrikt i grevskapet West Glamorgan, i Wales. Detta distrikt hade 64 200 invånare år 1992. Distriktet upprättades den 1 april 1974 genom att stadsdistriktet Llwchwr slogs ihop med landsdistriktet Pontardawe. Det avskaffades 1 april 1996 och blev en del av Neath and Port Talbot och Swansea.